# 2397 Lappajärvi
2397 Lappajärvi eller 1938 DV är en asteroid i huvudbältet som upptäcktes den 22 februari 1938 av den finske astronomen Yrjö Väisälä vid Storheikkilä observatorium. Den är uppkallad efter Lappajärvi sjö i Finland.
Asteroiden har en diameter på ungefär 16 kilometer.